# Hilliard Ensemble
L'Hilliard Ensemble è stato un quartetto vocale di voci maschili britannico specializzato nell'esecuzione di musica antica.

## Il gruppo
L'ensemble è stato fondato nel 1973 o 1974, ed ha preso il nome dal pittore miniaturista dell'età elisabettiana Nicholas Hilliard.
Benché la maggior parte del loro repertorio sia costituito da opere dei periodi medioevale e rinascimentale, essi eseguono talvolta anche musica contemporanea scritta dal compositore estone Arvo Pärt ma anche da John Cage, Gavin Bryars, Giya Kancheli e Heinz Holliger.
Il gruppo venne fondato da Paul Hillier, Paul Elliott e David James ma l'organico del gruppo è flessibile da quando Hillier ha lasciato alla fine degli anni ottanta del XX secolo.
A partire dal 1990 il gruppo storico dell'ensemble è costituito da David James, Rogers Covey-Crump, John Potter e Gordon Jones, con l'unica sostituzione, nel 1998, di Steven Harrold al posto di John Potter.
Hilliard Ensemble ha inciso la maggior parte dei suoi dischi per l'etichetta ECM.
Nel 1993, quando l'interesse per il canto gregoriano raggiunse il massimo livello, l'ensemble realizzò il CD Officium, una collaborazione senza precedenti con il sassofonista norvegese Jan Garbarek.
Il disco divenne uno dei best seller dell'etichetta ECM raggiungendo punte di vendita da musica pop.
Venne pertanto edito un secondo CD doppio Mnemosyne nel 1999.
Nel 2010, sempre con Garbarek, il quartetto ha pubblicato Officium Novum.
Il gruppo si scioglie nel 2014.